# Hôpitaux Iris Sud
 (août 2013).
Les Hôpitaux Iris Sud (HIS) sont une association d'hôpitaux communaux regroupant les centres hospitaliers Baron Lambert, Etterbeek-Ixelles, Molière-Longchamp et Joseph Bracops à Bruxelles, Belgique. Association de droit public, les Hôpitaux Iris Sud portent le nom officiel d'Association hospitalière d’Anderlecht, Saint Gilles, Etterbeek et Ixelles – Hôpitaux Iris Sud.
Cette fusion est la conséquence d’une ordonnance imposant le regroupement des hôpitaux pour raisons économiques. En 2013, les Hôpitaux Iris Sud, composés de quatre sites situés dans le sud de Bruxelles (Molière Longchamp à Forest, Etterbeek-Ixelles à Ixelles, Joseph Bracops à Anderlecht, et Etterbeek-Baron Lambert à Etterbeek) sont un établissement hospitalier public. Ils comprennent 661 lits. Les Hôpitaux Iris Sud ont également une fonction éducative, puisqu’ils sont un hôpital de stage pour les étudiants de l’ULB, de la VUB et de nombreuses écoles infirmières. Enfin, ils sont un employeur important au niveau communal : les différents sites emploient 1 800 personnes, dont 800 infirmières. Environ 600 médecins y pratiquent leurs activités.
Enfin, HIS fait partie du réseau Iris (Interrégionale des institutions de soins) des hôpitaux publics bruxellois.

## Activité
Les quatre sites des Hôpitaux Iris Sud assurent plus de 300 000 consultations par an, ainsi que plus de 25 000 hospitalisations, dans une large gamme de spécialités médicales. Son département mère-enfant abrite également une des principales maternités bruxelloises, avec 2 500 accouchements par an, ainsi qu’une clinique du sein et une unité de pédiatrie.